# Lubovo (Czarnogóra)
Lubovo (cyr. Лубово) – wieś w Czarnogórze, w gminie Danilovgrad. W 2011 roku liczyła 23 mieszkańców.